# Prêmio Contigo! de TV de melhor atriz coadjuvante
O Prêmio Contigo! de TV de melhor atriz coadjuvante de novela ou série é um prêmio oferecido anualmente desde 1996 pela Revista Contigo!.

## Recordes
- Atriz mais jovem a ganhar: Marina Ruy Barbosa com 20 anos por Império (2015).
- Atriz mais jovem a ser indicada: Bruna Marquezine com 17 anos por Aquele Beijo (2012).
- Atriz mais velho a ganhar: Marília Pêra com 65 anos por Duas Caras (2008).
- Atriz mais velho a ser indicada: Laura Cardoso com 86 anos por Gabriela (2013).

## Vencedoras e indicadas

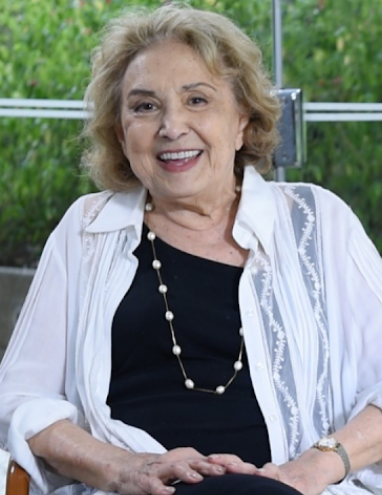
Eva Wilma foi a primeira vencedora em 1996 História de Amor.

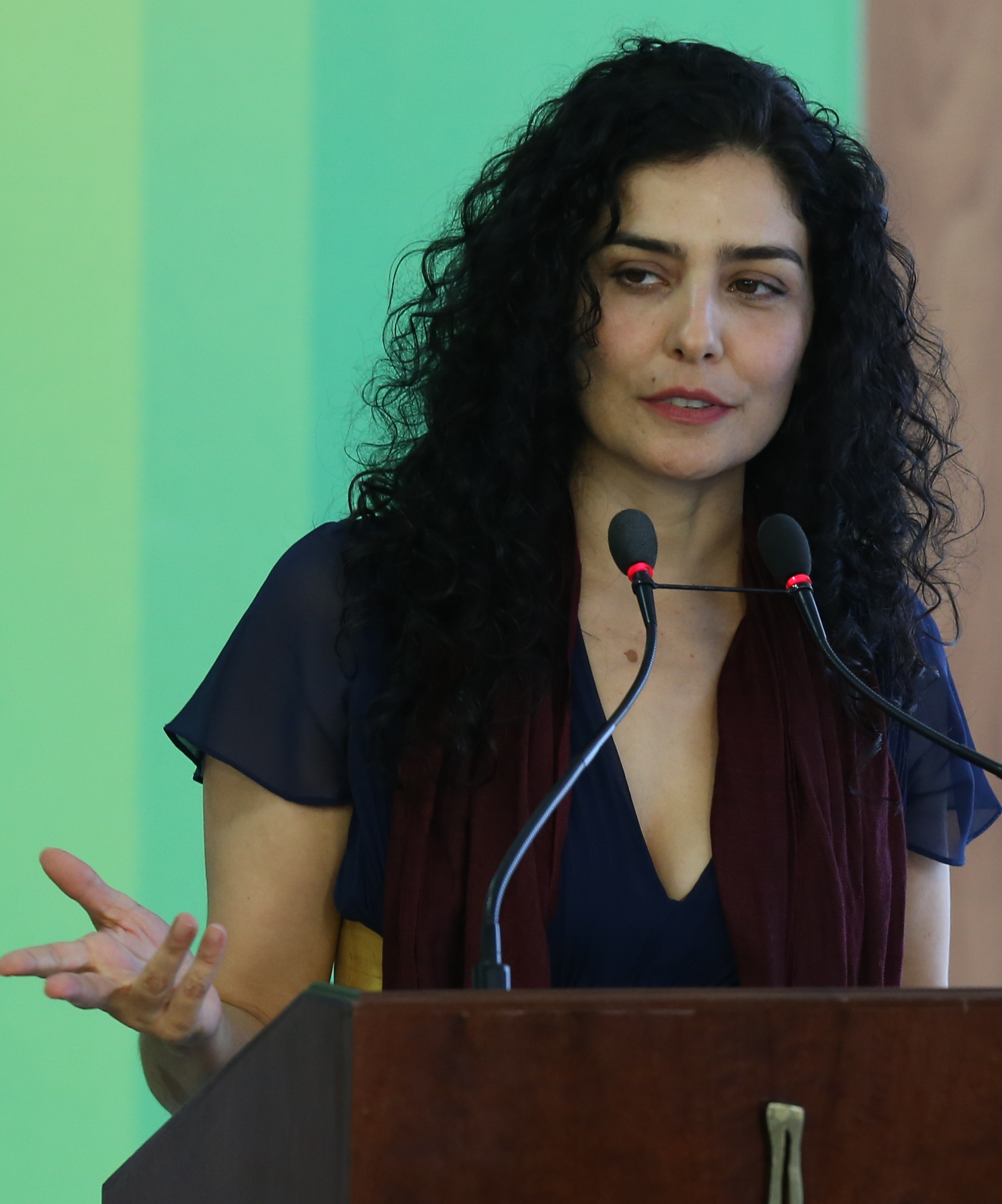
Letícia Sabatella ganhou por O Clone (2002).

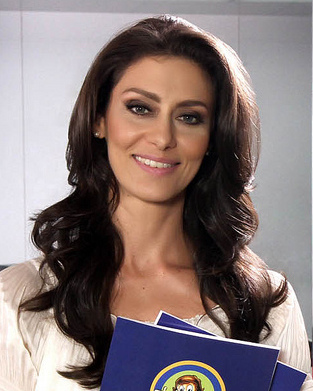
Maria Fernanda Cândido ganhou por Esperança em 2003.

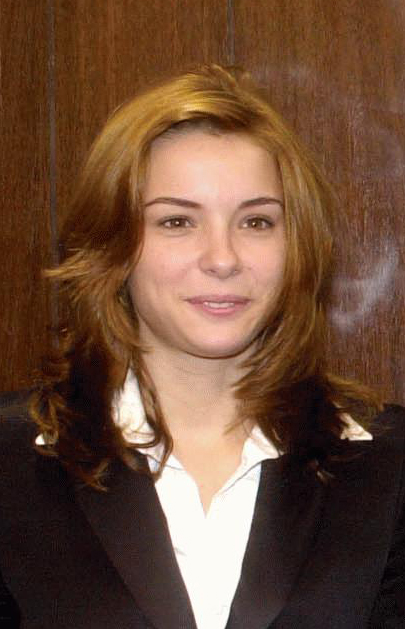
Regiane Alves ganhou em 2004 por Mulheres Apaixonadas.

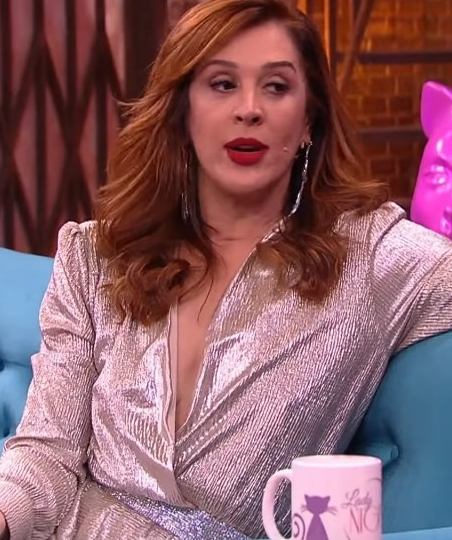
Cláudia Raia ganhou por Belíssima (2006).

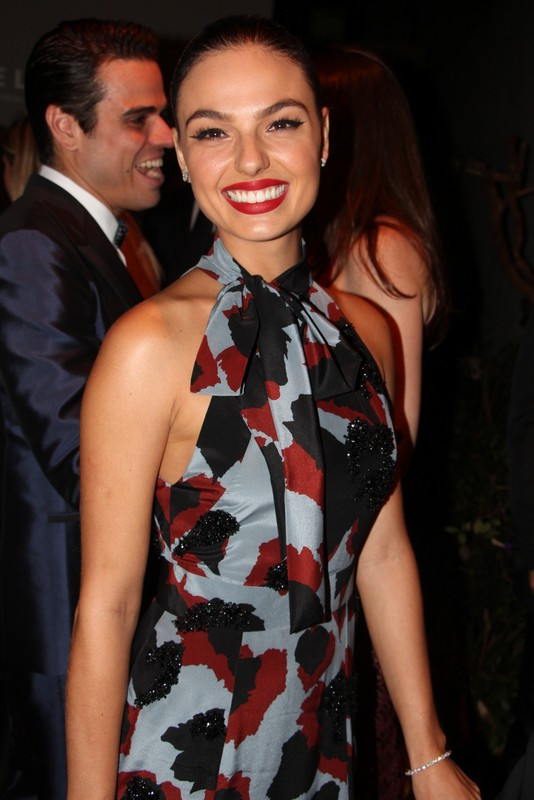
Isis Valverde ganhou em 2009 por Beleza Pura.

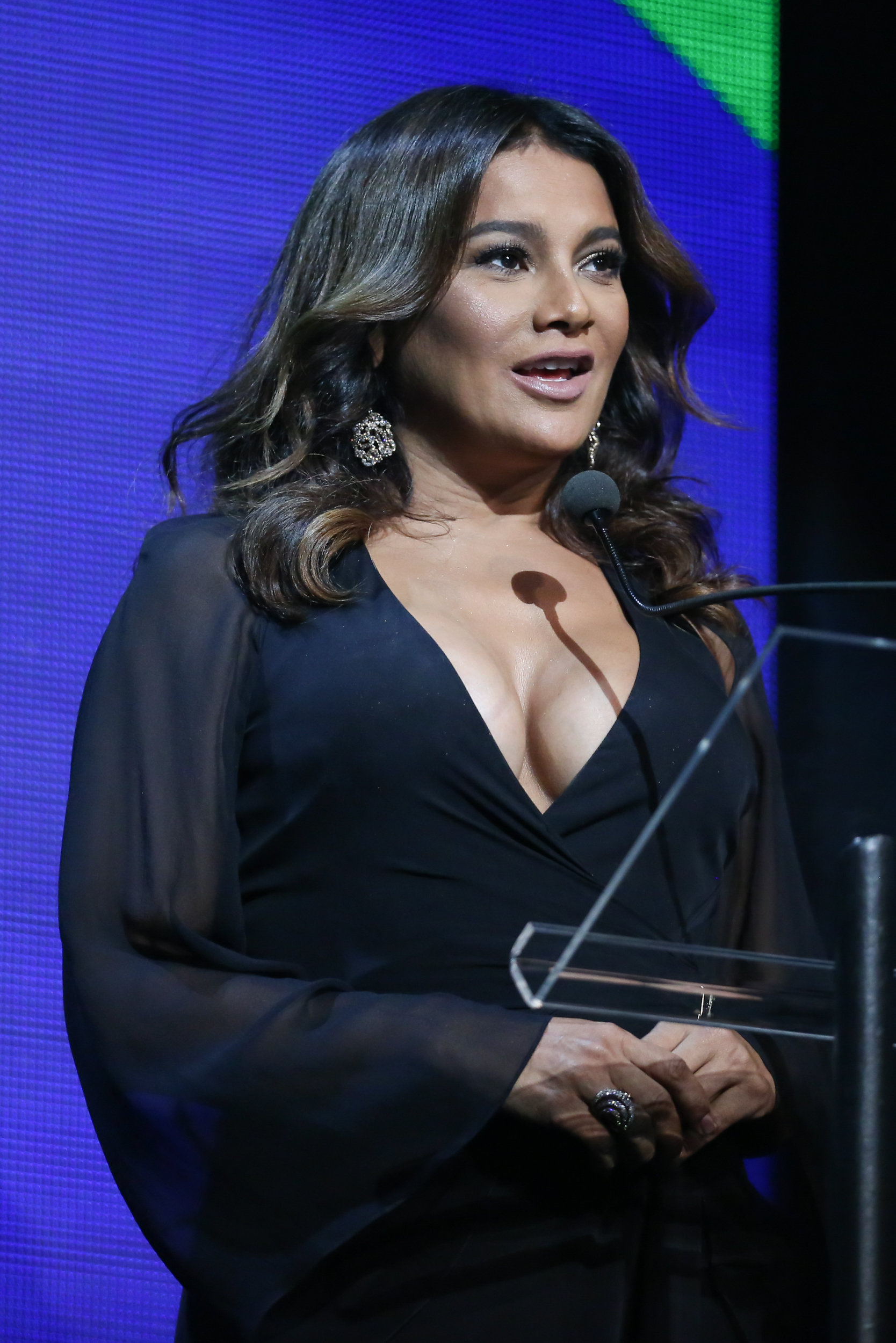
Dira Paes ganhou por Caminho das Índias (2010).

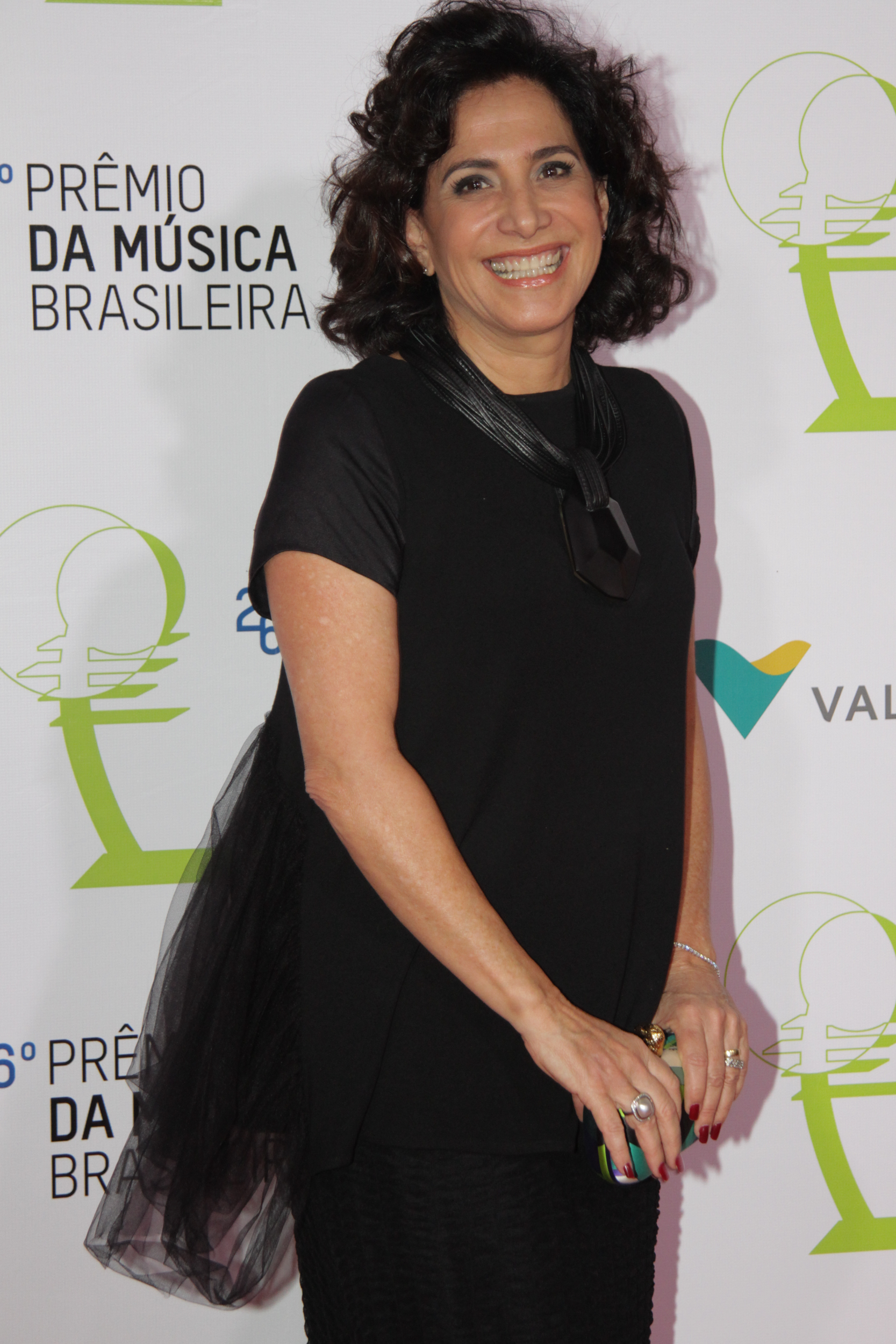
Totia Meireles ganhou por Salve Jorge (2013).

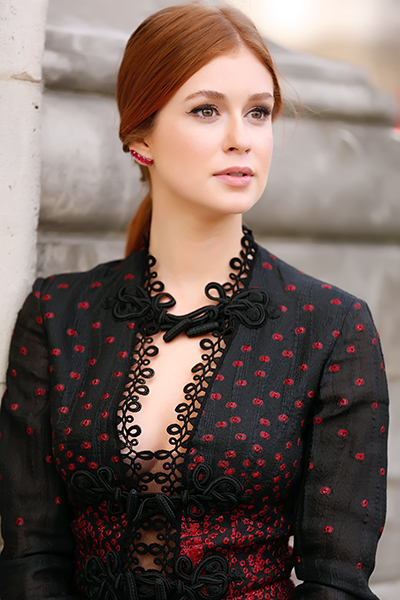
Marina Ruy Barbosa ganhou em 2015 por Império.

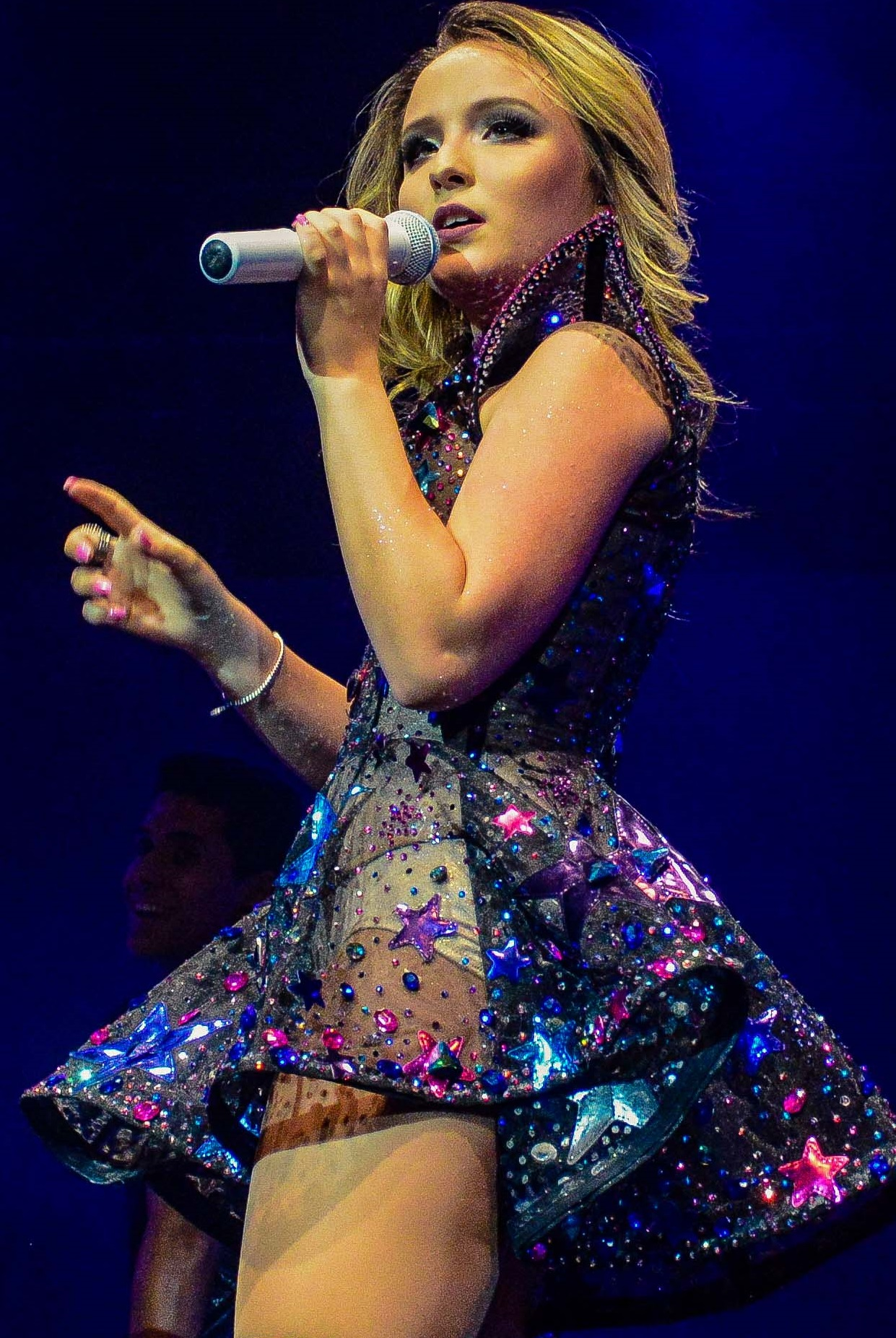
Larissa Manoela ganhou em 2018 por As Aventuras de Poliana, sendo a atriz mais jovem a ganhar nesta categoria.

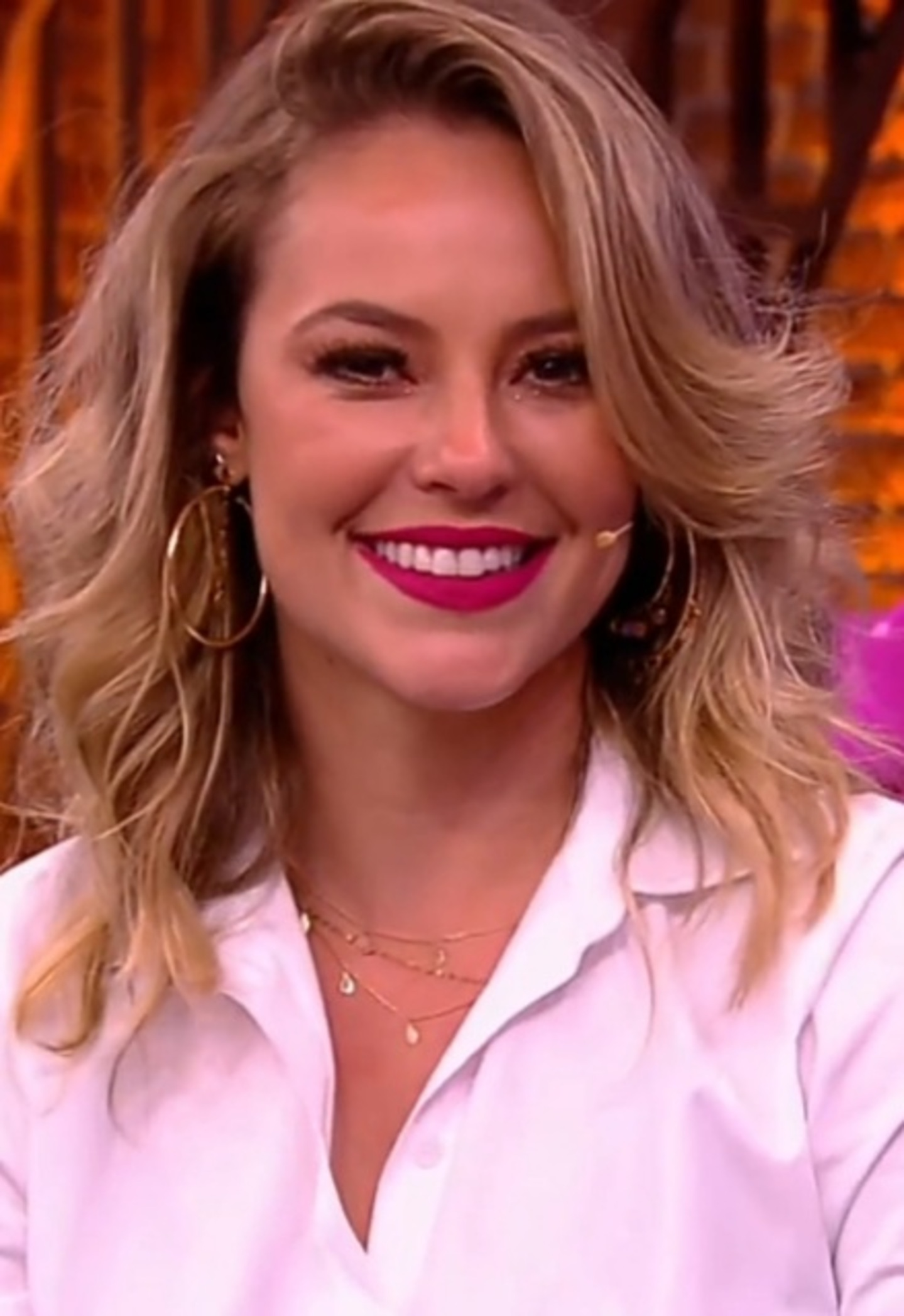
Paolla Oliveira ganhou por A Dona do Pedaço em 2019.

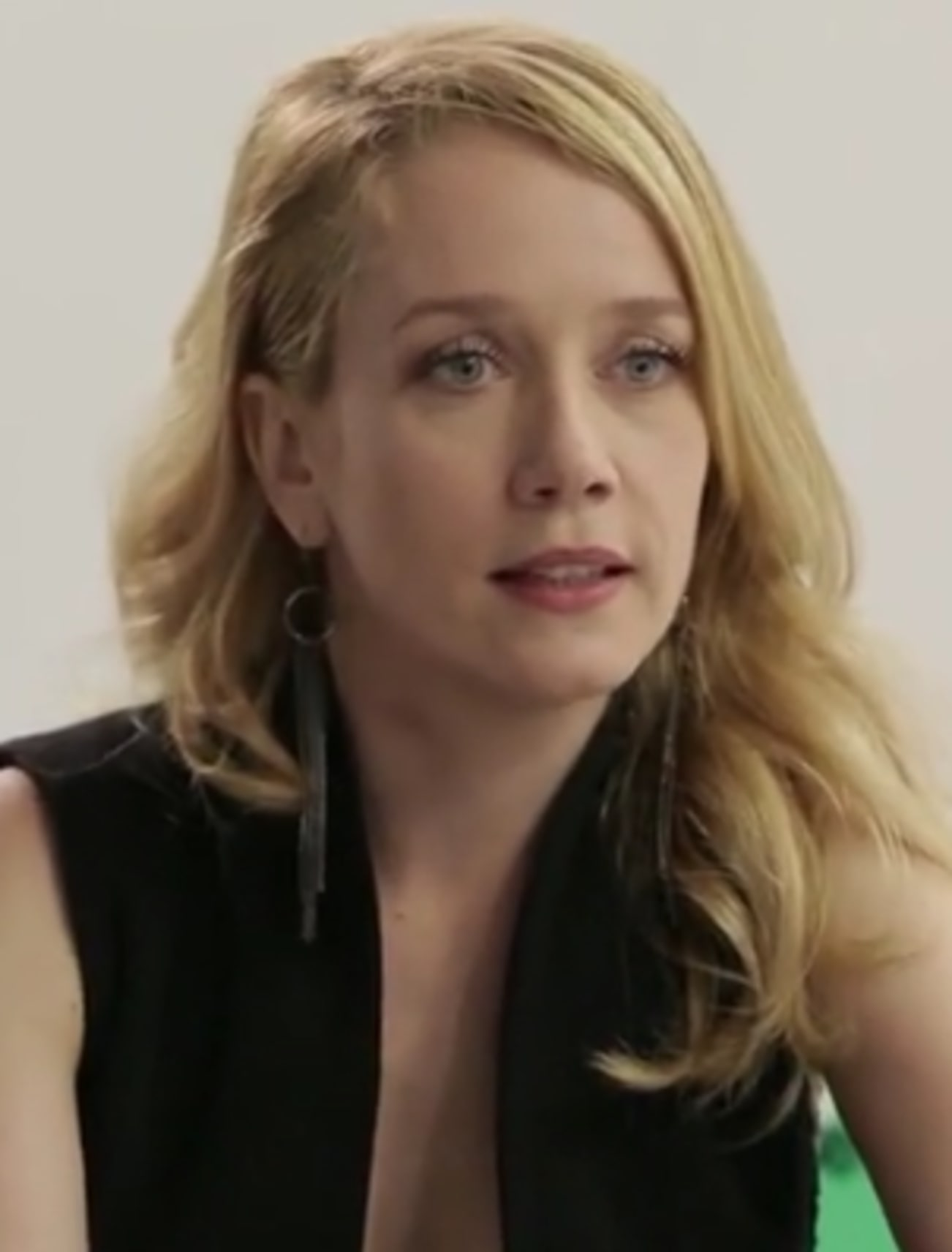
Camila Morgado ganhou em 2020 por Bom Dia, Verônica, sendo a primeira atriz a ganhar nesta categoria por uma série de streaming.

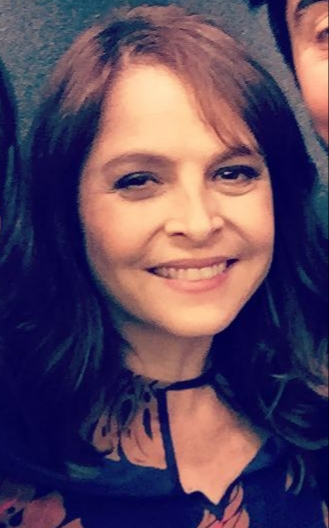
Drica Moraes venceu por Sob Pressão (2021)

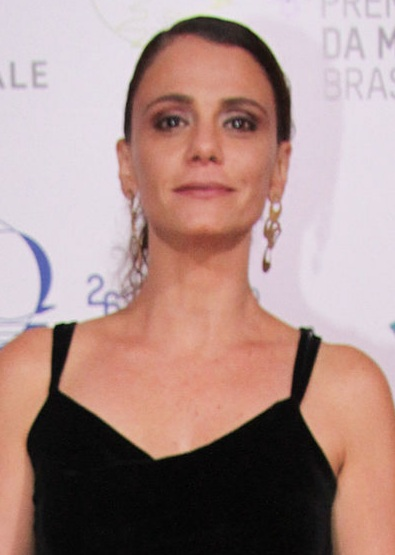
Malu Galli ganhou em 2022 por Além da Ilusão.

### Década de 1990
| Ano  | Atriz        | Programa         | Personagem         | Emissora | Ref.  |
| ---- | ------------ | ---------------- | ------------------ | -------- | ----- |
| 1996 | Eva Wilma    | História de Amor | Zuleika Sampaio    | TV Globo | [ 1 ] |
| 1997 | Zezé Polessa | Salsa e Merengue | Marinelza Bolla    | TV Globo | [ 2 ] |
| 1998 | Neuza Borges | A Indomada       | Florência de Sousa | TV Globo | [ 3 ] |

### Década de 2000
| Ano  | Atriz                  | Programa                 | Personagem                         | Emissora | Ref.   |
| ---- | ---------------------- | ------------------------ | ---------------------------------- | -------- | ------ |
| 2002 | Letícia Sabatella      | O Clone                  | Latiffa El Adib Rachid             | TV Globo | [ 4 ]  |
| 2002 | Elizabeth Savalla      | A Padroeira              | Imaculada de Avelar                | TV Globo | [ 4 ]  |
| 2002 | Nathália Timberg       | Porto dos Milagres       | Ondina                             | TV Globo | [ 4 ]  |
| 2003 | Maria Fernanda Cândido | Esperança                | Nina Salvattore Bellini            | TV Globo | [ 5 ]  |
| 2003 | Ângela Vieira          | Coração de Estudante     | Esmeralda Camargo                  | TV Globo | [ 5 ]  |
| 2003 | Deborah Secco          | O Beijo do Vampiro       | Lara Assis                         | TV Globo | [ 5 ]  |
| 2003 | Carla Fioroni          | Marisol                  | Mimi das Candeias Soares           | SBT      | [ 5 ]  |
| 2003 | Regiane Alves          | Desejos de Mulher        | Letícia Miranda Moreno             | TV Globo | [ 5 ]  |
| 2003 | Vanessa Lóes           | Sabor da Paixão          | Branca                             | TV Globo | [ 5 ]  |
| 2004 | Regiane Alves          | Mulheres Apaixonadas     | Dóris de Souza Duarte              | TV Globo | [ 6 ]  |
| 2004 | Cynthia Benini         | Pequena Travessa         | Pilar                              | SBT      | [ 6 ]  |
| 2004 | Deborah Evelyn         | Celebridade              | Beatriz Vasconcellos Amorim        | TV Globo | [ 6 ]  |
| 2004 | Deborah Secco          | Celebridade              | Darlene Sampaio                    | TV Globo | [ 6 ]  |
| 2004 | Elizabeth Savalla      | Chocolate com Pimenta    | Jezebel do Canto e Melo            | TV Globo | [ 6 ]  |
| 2004 | Nívea Maria            | A Casa das Sete Mulheres | Maria Gonçalves da Silva Ferreira  | TV Globo | [ 6 ]  |
| 2004 | Vanessa Gerbelli       | Mulheres Apaixonadas     | Fernanda Machado Oliveira          | TV Globo | [ 6 ]  |
| 2005 | Leandra Leal           | Senhora do Destino       | Maria Cláudia Tedesco (Claudinha)  | TV Globo | [ 7 ]  |
| 2005 | Eva Wilma              | Começar de Novo          | Lucrécia Borges                    | TV Globo | [ 7 ]  |
| 2005 | Glória Menezes         | Senhora do Destino       | Laura Correia de Andrade e Couto   | TV Globo | [ 7 ]  |
| 2005 | Laura Cardoso          | Como uma Onda            | Francisca Amarante (Francisquinha) | TV Globo | [ 7 ]  |
| 2005 | Marília Pêra           | Começar de Novo          | Marlene Emilinha Teles Oliveira    | TV Globo | [ 7 ]  |
| 2005 | Rosi Campos            | Da Cor do Pecado         | Edilásia Sardinha (Mamuska)        | TV Globo | [ 7 ]  |
| 2006 | Claudia Raia           | Belíssima                | Safira Solomos Güney               | TV Globo | [ 8 ]  |
| 2006 | Alinne Moraes          | Bang Bang                | Penny McGold Lane                  | TV Globo | [ 8 ]  |
| 2006 | Camila Morgado         | América                  | May Silver (Miss May)              | TV Globo | [ 8 ]  |
| 2006 | Drica Moraes           | Alma Gêmea               | Olívia Médici Siqueira             | TV Globo | [ 8 ]  |
| 2006 | Fernanda Souza         | Alma Gêmea               | Mirna Gonçalves da Silva           | TV Globo | [ 8 ]  |
| 2006 | Juliana Paes           | América                  | Creusa de Sá                       | TV Globo | [ 8 ]  |
| 2007 | Danielle Winits        | Páginas da Vida          | Sandra Ribeiro                     | TV Globo | [ 9 ]  |
| 2007 | Cleo                   | Cobras & Lagartos        | Letícia Pacheco                    | TV Globo | [ 9 ]  |
| 2007 | Fernanda Souza         | O Profeta                | Carola Ribeiro de Sousa            | TV Globo | [ 9 ]  |
| 2007 | Flávia Alessandra      | Pé na Jaca               | Vanessa Fortuna                    | TV Globo | [ 9 ]  |
| 2007 | Marília Pêra           | Cobras & Lagartos        | Maria Lúcia Pasquim Montini (Milu) | TV Globo | [ 9 ]  |
| 2007 | Marjorie Estiano       | Páginas da Vida          | Marina Martins de Andrade Rangel   | TV Globo | [ 9 ]  |
| 2008 | Marília Pêra           | Duas Caras               | Gioconda de Queiroz Barreto        | TV Globo | [ 10 ] |
| 2008 | Beth Goulart           | Paraíso Tropical         | Neli Veloso Schneider              | TV Globo | [ 10 ] |
| 2008 | Cláudia Jimenez        | Sete Pecados             | Arcanja Custódia Celestina         | TV Globo | [ 10 ] |
| 2008 | Flávia Alessandra      | Duas Caras               | Alzira Correia (Alzirão)           | TV Globo | [ 10 ] |
| 2008 | Grazi Massafera        | Desejo Proibido          | Florinda Cardoso Palhares          | TV Globo | [ 10 ] |
| 2008 | Vera Holtz             | Paraíso Tropical         | Marion Novaes                      | TV Globo | [ 10 ] |
| 2009 | Isis Valverde          | Beleza Pura              | Rakelli dos Santos Saldanha        | TV Globo | [ 11 ] |
| 2009 | Amanda Lee             | Chamas da Vida           | Ivonete Amaro da Silva             | RecordTV | [ 11 ] |
| 2009 | Andréia Horta          | Chamas da Vida           | Beatriz Oliveira Santos            | RecordTV | [ 11 ] |
| 2009 | Deborah Secco          | A Favorita               | Maria do Céu Ferreira da Silva     | TV Globo | [ 11 ] |
| 2009 | Glória Menezes         | A Favorita               | Irene Fontini                      | TV Globo | [ 11 ] |
| 2009 | Lília Cabral           | A Favorita               | Catarina Marelo Copola             | TV Globo | [ 11 ] |

### Década de 2010
| Ano  | Atriz                  | Programa                | Personagem                                | Emissora             | Ref.                 |
| ---- | ---------------------- | ----------------------- | ----------------------------------------- | -------------------- | -------------------- |
| 2010 | Dira Paes              | Caminho das Índias      | Norma Almeida (Norminha)                  | TV Globo             | [ 12 ]               |
| 2010 | Bárbara Borges         | Bela, a Feia            | Elvira Palhares (Vivi)                    |                      | [ 12 ]               |
| 2010 | Bárbara Paz            | Viver a Vida            | Renata Ferreira                           | TV Globo             | [ 12 ]               |
| 2010 | Cleo                   | Caminho das Índias      | Surya Abid Ananda                         | TV Globo             | [ 12 ]               |
| 2010 | Eliane Giardini        | Caminho das Índias      | Indira Ananda                             | TV Globo             | [ 12 ]               |
| 2010 | Isis Valverde          | Caminho das Índias      | Camila Motta Goulart                      | TV Globo             | [ 12 ]               |
| 2011 | Gabriela Duarte        | Passione                | Jéssica da Silva Rondelli                 | TV Globo             | [ 13 ]               |
| 2011 | Guilhermina Guinle     | Ti Ti Ti                | Luísa Salgado                             | TV Globo             | [ 13 ]               |
| 2011 | Irene Ravache          | Passione                | Clotilde Souza e Silva (Clô)              | TV Globo             | [ 13 ]               |
| 2011 | Mayana Neiva           | Ti Ti Ti                | Desirée Oliveira                          | TV Globo             | [ 13 ]               |
| 2011 | Mariana Rios           | Araguaia                | Nancy Santos                              | TV Globo             | [ 13 ]               |
| 2011 | Suzana Pires           | Araguaia                | Janaína Santos                            | TV Globo             | [ 13 ]               |
| 2012 | Maria Clara Gueiros    | Insensato Coração       | Abigail Drumond Castellani (Bibi)         | TV Globo             | [ 14 ]               |
| 2012 | Bruna Marquezine       | Aquele Beijo            | Beleza Maria Falcão (Belezinha)           | TV Globo             | [ 14 ]               |
| 2012 | Marina Ruy Barbosa     | Morde & Assopra         | Alice Alves Junqueira / Alice da Silva    | TV Globo             | [ 14 ]               |
| 2012 | Nicette Bruno          | A Vida da Gente         | Iná Fonseca                               | TV Globo             | [ 14 ]               |
| 2012 | Sophie Charlotte       | Fina Estampa            | Maria Amália da Silva Pereira Fernandes   | TV Globo             | [ 14 ]               |
| 2012 | Zezé Polessa           | Cordel Encantado        | Maria Bem-Aventurada da Ternura           | TV Globo             | [ 14 ]               |
| 2013 | Totia Meirelles        | Salve Jorge             | Wanda Rodrigues                           | TV Globo             | [ 15 ] [ 16 ]        |
| 2013 | Carolina Dieckmann     | Salve Jorge             | Jéssica Lima da Costa                     | TV Globo             | [ 15 ] [ 16 ]        |
| 2013 | Giovanna Lancellotti   | Gabriela                | Lindinalva Leal (Linda)                   | TV Globo             | [ 15 ] [ 16 ]        |
| 2013 | Débora Nascimento      | Avenida Brasil          | Tessália das Graças Mendonça              | TV Globo             | [ 15 ] [ 16 ]        |
| 2013 | Laura Cardoso          | Gabriela                | Dona Dorotéia Leal                        | TV Globo             | [ 15 ] [ 16 ]        |
| 2013 | Vera Holtz             | Avenida Brasil          | Lucinda Pereira Oliveira (Mãe Lucinda)    | TV Globo             | [ 15 ] [ 16 ]        |
| 2014 | Elizabeth Savalla      | Amor à Vida             | Márcia do Espírito Santo Gentil           | TV Globo             | [ 17 ]               |
| 2014 | Bruna Linzmeyer        | Amor à Vida             | Linda Melo Rodriguez                      | TV Globo             | [ 17 ]               |
| 2014 | Carla Cabral           | Pecado Mortal           | Laura Escobar (Laura Leblon)              | RecordTV             | [ 17 ]               |
| 2014 | Giovanna Antonelli     | Em Família              | Clara Proença Fernandes                   | TV Globo             | [ 17 ]               |
| 2014 | Mariana Rios           | Além do Horizonte       | Celina Machado Sampaio                    | TV Globo             | [ 17 ]               |
| 2014 | Tainá Muller           | Em Família              | Marina Meirelles                          | TV Globo             | [ 17 ]               |
| 2015 | Marina Ruy Barbosa     | Império                 | Maria Ísis Ferreira da Costa Medeiros     | TV Globo             | [ 18 ] [ 19 ]        |
| 2015 | Adriana Birolli        | Império                 | Amanda Mendonça / Maria Marta (1.ª fase)  | TV Globo             | [ 18 ] [ 19 ]        |
| 2015 | Andreia Horta          | Império                 | Maria Clara Medeiros de Mendonça          | TV Globo             | [ 18 ] [ 19 ]        |
| 2015 | Camila Morgado         | O Rebu                  | Maria Angélica Garcez                     | TV Globo             | [ 18 ] [ 19 ]        |
| 2015 | Emanuelle Araújo       | Malhação Sonhos         | Dandara França                            | TV Globo             | [ 18 ] [ 19 ]        |
| 2015 | Giovanna Lancellotti   | Alto Astral             | Bélgica Pereira                           | TV Globo             | [ 18 ] [ 19 ]        |
| 2016 | Não houve premiação.   | Não houve premiação.    | Não houve premiação.                      | Não houve premiação. | Não houve premiação. |
| 2017 | Priscila Sol           | Carinha de Anjo         | Estefânia Lários Gamboa (Tia Perucas)     | TV Globo             |                      |
| 2017 | Débora Falabella       | A Força do Querer       | Irene Steiner / Solange Lima              | TV Globo             |                      |
| 2017 | Elizângela             | A Força do Querer       | Aurora Duarte                             | TV Globo             |                      |
| 2017 | Maria Fernanda Cândido | A Força do Querer       | Joyce Garcia                              | TV Globo             |                      |
| 2017 | Nanda Costa            | Pega Pega               | Sandra Helena dos Passos Reis             | TV Globo             |                      |
| 2017 | Vivianne Pasmanter     | Novo Mundo              | Germana Ferreira                          | TV Globo             |                      |
| 2018 | Larissa Manoela        | As Aventuras de Poliana | Mirela Delfino (Mi)                       | SBT                  | [ 20 ]               |
| 2018 | Cleo                   | O Tempo Não Para        | Betina Carvalhal                          | TV Globo             | [ 20 ]               |
| 2018 | Fabíula Nascimento     | Segundo Sol             | Maria Cláudia Batista (Cacau)             | TV Globo             | [ 20 ]               |
| 2018 | Giovanna Lancellotti   | Segundo Sol             | Rochelle Athayde                          | TV Globo             | [ 20 ]               |
| 2018 | Leticia Colin          | Segundo Sol             | Rosa Câmara                               | TV Globo             | [ 20 ]               |
| 2018 | Nanda Costa            | Segundo Sol             | Maura Câmara                              | TV Globo             | [ 20 ]               |
| 2019 | Paolla Oliveira        | A Dona do Pedaço        | Virgínia Ramirez / Virgínia Guedes (Vivi) | TV Globo             | [ 21 ] [ 22 ]        |
| 2019 | Larissa Manoela        | As Aventuras de Poliana | Mirela Delfino (Mi)                       | SBT                  | [ 21 ] [ 22 ]        |
| 2019 | Agatha Moreira         | A Dona do Pedaço        | Josiane Sobral Ramirez Matheus (Jô)       | TV Globo             | [ 21 ] [ 22 ]        |
| 2019 | Claudia Raia           | Verão 90                | Lidiane Andrade (Lidi Pantera)            | TV Globo             | [ 21 ] [ 22 ]        |
| 2019 | Drica Moraes           | Sob Pressão (t. 3)      | Drª. Vera Lúcia Veiga                     | TV Globo             | [ 21 ] [ 22 ]        |

### Década de 2020
| Ano  | Atriz                | Programa                   | Personagem                          | Emissora  | Ref.                 |
| ---- | -------------------- | -------------------------- | ----------------------------------- | --------- | -------------------- |
| 2020 | Camila Morgado       | Bom Dia, Verônica (t. 1)   | Janete Cruz                         | Netflix   | [ 23 ] [ 24 ]        |
| 2020 | Isis Valverde        | Amor de Mãe (t. 1)         | Betina Torres da Nóbrega            | TV Globo  | [ 23 ] [ 24 ]        |
| 2020 | Jéssica Ellen        | Amor de Mãe (t. 1)         | Camila dos Santos                   | TV Globo  | [ 23 ] [ 24 ]        |
| 2020 | Josie Antello        | Sob Pressão: Plantão Covid | Rosa                                | TV Globo  | [ 23 ] [ 24 ]        |
| 2020 | Roberta Rodrigues    | Sob Pressão: Plantão Covid | Enfª. Marisa                        | TV Globo  | [ 23 ] [ 24 ]        |
| 2021 | Drica Moraes         | Sob Pressão (t. 4)         | Drª. Vera Lúcia Veiga               | TV Globo  | [ 25 ] [ 26 ]        |
| 2021 | Gabriela Medvedovski | Nos Tempos do Imperador    | Maria do Pilar Cavalcanti Mendes    | TV Globo  | [ 25 ] [ 26 ]        |
| 2021 | Luana Xavier         | Sessão de Terapia (t. 5)   | Giovana                             | Globoplay | [ 25 ] [ 26 ]        |
| 2021 | Mariana Lima         | Onde Está Meu Coração      | Sofia Vergueiro                     | Globoplay | [ 25 ] [ 26 ]        |
| 2021 | Miwa Yanagizawa      | Sessão de Terapia (t. 5)   | Lídia                               | Globoplay | [ 25 ] [ 26 ]        |
| 2022 | Malu Galli           | Além da Ilusão             | Violeta Camargo Tapajós             | TV Globo  | [ 27 ] [ 28 ] [ 29 ] |
| 2022 | Andréa Beltrão       | Um Lugar ao Sol            | Rebeca Assunção Mourão              | TV Globo  | [ 27 ] [ 28 ] [ 29 ] |
| 2022 | Isabel Teixeira      | Pantanal                   | Maria Pereira Santos (Maria Bruaca) | TV Globo  | [ 27 ] [ 28 ] [ 29 ] |
| 2022 | Klara Castanho       | Bom Dia, Verônica (t. 2)   | Ângela Cordeiro                     | Netflix   | [ 27 ] [ 28 ] [ 29 ] |
| 2022 | Sheron Menezzes      | Maldivas                   | Rayssa Flores                       | Netflix   | [ 27 ] [ 28 ] [ 29 ] |

## Performances com múltiplas indicações
| 3 indicações - Camila Morgado - Cleo - Drica Moraes - Elizabeth Savalla - Giovanna Lancellotti - Isis Valverde - Marília Pêra | 2 indicações - Claudia Raia - Deborah Secco - Eva Wilma - Fernanda Souza - Flávia Alessandra - Larissa Manoela - Maria Fernanda Cândido - Marina Ruy Barbosa - Nanda Costa - Vera Holtz |